# Campeonato Europeo de Triatlón de 2011
El XXVII Campeonato Europeo de Triatlón se celebró en Pontevedra (España) entre el 24 y el 25 de junio de 2011 bajo la organización de la Unión Europea de Triatlón (ETU) y la Federación Española de Triatlón.
Los 1,5 km de natación se realizaron en las aguas del río Lérez, los 40 km de bicicleta y los 10 km de carrera se desarrollaron en un circuito urbano trazado en la ciudad gallega. 

## Resultados
| Evento       | Oro                                                                          | Plata                                                                           | Bronce                                                                           |
| ------------ | ---------------------------------------------------------------------------- | ------------------------------------------------------------------------------- | -------------------------------------------------------------------------------- |
| Masculino    | Alistair Brownlee Reino Unido                                                | Jonathan Brownlee Reino Unido                                                   | Dmitri Polianski · Rusia                                                         |
| Femenino     | Emmie Charayron Francia                                                      | Vendula Frintová · República Checa                                              | Annamaria Mazzetti · Italia                                                      |
| Relevo mixto | Alemania · Rebecca Robisch · Franz Löschke · Sarah Fladung · Gregor Buchholz | Ucrania · Inna Ryzhyj · Danylo Sapunov · Yuliya Yelistratova · Yegor Martynenko | Italia · Annamaria Mazzetti · Alessandro Fabian · Charlotte Bonin · Daniel Hofer |

### Masculino
| Puesto            | Triatleta         | País        |       |       |       | Final   |
| ----------------- | ----------------- | ----------- | ----- | ----- | ----- | ------- |
| Medalla de oro    | Alistair Brownlee | Reino Unido | 17:50 | 58:48 | 30:13 | 1:48:48 |
| Medalla de plata  | Jonathan Brownlee | Reino Unido | 17:52 | 58:45 | 30:23 | 1:48:55 |
| Medalla de bronce | Dmitri Polianski  | Rusia       | 17:53 | 58:03 | 32:06 | 1:50:09 |

### Femenino
| Puesto            | Triatleta          | País            |       |         |       | Final   |
| ----------------- | ------------------ | --------------- | ----- | ------- | ----- | ------- |
| Medalla de oro    | Emmie Charayron    | Francia         | 21:00 | 1:05:04 | 35:42 | 2:04:00 |
| Medalla de plata  | Vendula Frintová   | República Checa | 20:55 | 1:05:07 | 37:09 | 2:05:27 |
| Medalla de bronce | Annamaria Mazzetti | Italia          | 20:57 | 1:05:09 | 37:08 | 2:05:28 |

### Relevo mixto
| Puesto            | País     | R1    | R2    | R3    | R4    | Final   |
| ----------------- | -------- | ----- | ----- | ----- | ----- | ------- |
| Medalla de oro    | Alemania | 25:52 | 23:00 | 26:26 | 22:51 | 1:38:10 |
| Medalla de plata  | Ucrania  | 25:53 | 23:11 | 26:06 | 23:00 | 1:38:11 |
| Medalla de bronce | Italia   | 26:05 | 22:49 | 26:26 | 23:00 | 1:38:20 |

## Medallero
| Núm. | País            | Oro | Plata | Bronce | Total |
| ---- | --------------- | --- | ----- | ------ | ----- |
| 1    | Reino Unido     | 1   | 1     | 0      | 2     |
| 2    | Alemania        | 1   | 0     | 0      | 1     |
| 2    | Francia         | 1   | 0     | 0      | 1     |
| 4    | República Checa | 0   | 1     | 0      | 1     |
| 4    | Ucrania         | 0   | 1     | 0      | 1     |
| 6    | Italia          | 0   | 0     | 2      | 2     |
| 7    | Rusia           | 0   | 0     | 1      | 1     |
|      | TOTAL           | 3   | 3     | 3      | 9     |